# Jules Verne (bâtiment atelier)
Pour les articles homonymes, voir Jules Verne (homonymie).
Le Jules Verne est un navire atelier de la Marine nationale française, nommé ainsi en l'honneur de Jules Verne. Mis en service en 1976, il est désarmé en 2009. Son indicatif visuel est A620.
Il est parrainé par la ville de Nantes, ville natale de Jules Verne, depuis le 26 mai 1976.

## Construction
À l'origine appelé Achéron, il était prévu pour être un transport de munitions. Sa construction débute à Brest en 1969 mais elle est arrêtée et restera à l'état de coque pendant trois ans où il est amarré à l'épi porte-avions. En 1973, il est décidé de le transformer en bâtiment atelier polyvalent (BAP) et de le renommer Jules Verne. Il a été admis au service actif en 1976.

## Service actif
Le navire fut basé les deux tiers de sa carrière à Djibouti (il figura même sur le billet de 10 000 francs djboutiens), affecté à la flotte française en océan Indien. En 1997, il fut affecté à la Force d'action navale et basé à Toulon. Il fut amarré au port de Toulon à son désarmement en 2010 en attente de son démantèlement. Il a quitté le port pour rejoindre Gand, en Belgique le 13 mai 2016, afin d'y être démantelé par le groupe franco-belge Galloo.

## Commandement
Les différents commandants du Jules Verne sont les capitaines de vaisseau suivants :
- 25 octobre 1975 : François Jourdier ;
- 23 décembre 1976 : Gérard de Kerros ;
- 10 janvier 1978 : Étienne Regnauld de Bellescize ;
- 15 janvier 1979 : Jacques Aveline ;
- 26 décembre 1979 : Jean-Pierre Lucas ;
- 30 décembre 1980 : Jacques Hardy ;
- 11 août 1982 : Jean-Louis Gas